# Stephan Aarstol
Stephan Aarstol là một doanh nhân Internet người Mỹ và là tác giả của cuốn sách The Five Hour Workday.

## Cuộc đời và sự nghiệp ban đầu
Aarstol sinh ra và lớn lên ở Bellingham, Washington. Vào tháng 9 năm 1999, Aarstol đã phát triển một cổng thông tin điện tử cho cộng đồng hình ảnh y tế. Năm 2003, anh khởi động một công ty liên doanh sản xuất và bán chip poker cao cấp. Aarstol bỏ công việc ban ngày của mình vào năm sau đó, vào thời điểm đó công ty kinh doanh mang lại cho anh 50.000 đô la mỗi tháng.

## Tower Paddle Boards
Aarstol thành lập Tower Paddle Boards vào năm 2010. Aarstol giới thiệu công việc kinh doanh của mình trên Shark Tank vào năm 2011. Mark Cuban đã đưa ra lời đề nghị và đầu tư 150.000 USD cho 30% cổ phần trong công ty của Aarstol. Trong năm 2013 và 2018, Aarstol được tạp chí People bình chọn là một trong những người chiến thắng nhiều nhất trong chương trình Shark Tank. Ngoài việc bán các sản phẩm dành cho bãi biển, chẳng hạn như kính râm, ống thở và ván lướt sóng, Aarstol còn là Tổng biên tập của tạp chí Tower Life, một ấn phẩm phát hành hai tuần một lần thảo luận về phong cách sống ở biển.
Công ty của anh, được xếp hạng là công ty tư nhân phát triển nhanh nhất ở San Diego. Bức thư thường niên năm 2015 của Jeff Bezos gửi cho các cổ đông cũng bao gồm Aarstol và công ty của anh. Aarstol được giới thiệu trên  Beyond the Tank của ABC vào tháng 1 năm 2016.
Vào tháng 11 năm 2016, giáo sư Thales S. Teixeira của Trường Kinh doanh Harvard đã công bố một vấn đề, nghiên cứu về Aarstol và Tower Paddle Boards có tiêu đề "Selling on Amazon at Tower Paddle Boards". Aarstol đã có một số buổi nói chuyện, tại Trường Kinh doanh Harvard về các chủ đề thương mại điện tử và vai trò của Amazon kể từ khi vấn đề xuất bản.

## The Five Hour Workday
Vào tháng 6 năm 2016, Aarstol xuất bản The Five Hour Workday, một cuốn sách về việc chuyển công ty của anhsang một ngày làm việc 5 giờ và những lợi ích mà sự thay đổi này mang lại cho năng suất làm việc.